# X-Men: Children of the Atom
X-Men: Children of the Atom (エックス・メン　チルドレン　オブ　ジ　アトム) est un jeu vidéo de combat développé et édité par Capcom sur CP System II en décembre 1994. Il a été porté sur console et sur ordinateur à partir de 1995. Le jeu a été produit sous licence Marvel Entertainment Group,.

## Portages
Les portages sont distribués par Acclaim Entertainment. Les versions PC en 1997 et PlayStation en 1998 ont été réalisées par Probe Entertainment et la version Saturn en 1995 par Rutubo Games.

## Accueil
Pour Panda de Consoles +, le jeu X-Men: Children of the Atom est un « coup de cœur total ». 